# 張郎郎
张郎郎（1943年11月7日—），男，辽宁黑山人，生于陕西延安，美国籍作家、画家、教师。

## 生平
1943年11月7日，张郎郎生于延安中共中央医院，在“马背摇篮”里长大。跟着部队进入北平（1949年9月改称北京），在北京上学。 1958年，从北京四中转到育才中学。1959年，进入北京一零一中学。1960年转到北京外国语学院附属中学法语专业。
1962年，中学生张郎郎等人在母亲陈布文（曾为周恩来秘书、国务院秘书，当时在中央工艺美术学院教文学）以及作家张海默的支持下创办文学沙龙“太阳纵队”。成员多半出自干部家庭或者文艺家庭，成立这个文学沙龙秘密写诗，张郎郎回忆称“我们既不是革命，也不是反革命，只是不革命而已。”1962年，当时中央工艺美术学院有群诗歌爱好者，学生会主席张绪曼到张郎郎家，和张郎郎的母亲陈布文商议办个大型诗歌朗诵会，张郎郎和朋友们主动要求参加，张郎郎在朗诵了长诗《燃烧的心》的结尾时说“我们——太阳纵队！”。散会后，董沙贝（画家董希文之子）提议成立“太阳纵队”。1962年底或1963年初的一天下午，“太阳纵队”在老北京师范大学的莜庄楼一间腾空的教室里正式召开了成立大会，张郎郎、张久兴、张新华（父亲是西安第四军医大学副校长）、董沙贝、于植信、张振州（父亲是大提琴教授、王人美月光歌舞团时期的同事）、杨孝敏（女）、张润峰参加，由张郎郎起草了章程。后来又有甘恢理等人陆续加入。
不久，当局在当时诸多文艺小组中认定了两个“成形的组织”，一个是郭沫若之子郭世英主持的“X社”，另一个是“太阳纵队”。其中“X社”首先被镇压。1964年，有关方面发现“X社”策划到法国去，立刻实施抓捕，郭世英随后被送去劳动一段时间，1968年被隔离审查和殴打，最后坠楼身亡。
1963年秋，张郎郎升入中央美术学院美术史美术理论系，同班的有原北京一零一中学的同学巫鸿，巫鸿由张郎郎介绍而参加了“太阳纵队”的活动。当时“太阳纵队”的其他成员中，张久兴参军成为坦克兵，于植信因想去法国留学而被送往天堂河农场“组织劳动”。张郎郎和巫鸿同时爱上了蒋光鼐家的女孩，张郎郎追求蒋定粤，巫鸿追求妹妹蒋定穗，她们家大哥蒋建国是中央美术学院毕业生，从事版画和摄影，二哥蒋之翘写古诗，蒋庆渝写新诗，小弟蒋庆宁想写小说。蒋光鼐家成了该阶段“太阳纵队”沙龙的主要活动地点，另外还有其他地方。
1964年到1965年，地下沙龙的压力不断增大。在听说郭世英的沙龙“X社”成员全部被捕后，“太阳纵队”立即停止了有形的组织活动，化整为零。张郎郎的朋友袁运生的毕业创作《水乡的回忆》被视为西方资产阶级艺术观的产物。在官方杂志《美术》刊登以备批判。中央美术学院将这巨幅油画搬出藏画楼，堆在乒乓球室待批判。袁运生、丁绍光、张士彦三位叛逆型画家和张郎郎等人是好友，袁运生当时已经赴吉林省。张郎郎和吴尔鹿、于植信、蒋定粤分别商量怎样搭救袁运生，张郎郎最终决定独自偷走那张画，使批判失去靶子。公安机关为此到中央美术学院，将该画失窃作为政治案件处理。另外，张郎郎将自己作的长诗《进军号角》寄给《人民文学》杂志，在文艺界上层引起很大震动，经邵荃麟签发，《人民文学》准备全文发表，但最终未发表。背景是当时文艺界已开始批判“中间人物论”、“人性论”、“社会主义现实主义广阔道路论”，邵荃麟首当其冲遭到批判，因此发表的事未果。后来时任中共北京市委宣传部长陈克寒之女告诉张郎郎，当时关于大学动态的内部资料已将张郎郎描述为流氓般的“资产阶级文艺青年”。
1966年文化大革命爆发后，张郎郎之父、时任中央美术学院院长的张仃被当做走资派打倒，张郎郎被拉去陪斗。1968年春，张郎郎遭到公安机关通缉。通缉原因一是“太阳纵队”，二是他爱给“首都中学红卫兵联合行动委员会”（“联动”）那些小孩讲“江青和毛主席结婚时组织不同意”之类的故事，江青得知后成立了一个专案组，查到联动背后有大学生张郎郎等人，说张郎郎是“联动的思想后台”。附有张郎郎照片的通缉令在北京大街小巷张贴出来后，一夜间照片便被“联动”全部撕毁，当局很恼怒。张郎郎和女朋友蒋定粤跑到杭州龙井村，5月1日两人订婚。1968年5月14日，张郎郎在杭州龙井村被作为“反革命分子”抓捕回北京，罪名有三条：“恶毒攻击中央首长”（因为讲了江青的笑话、传播小道消息）、“里通外国”（因为和一些法国留学生聊天）、“阴谋叛国投敌”（因为曾想留学法国学习西方艺术史）。被押回北京后先关在中央美术学院，1968年6月被关进北京市公安局看守所审讯。他的朋友周七月（老七，周巍峙与王昆之子）也被审讯。张郎郎的全部作品被查抄，在中央美术学院开了个展览会展示他的“反动艺术”。
张郎郎案发后，“太阳纵队”其他成员及张郎郎的朋友也受到牵连。张久兴正在军队服役，被整得很惨，1972年或1973年自杀身亡。甘露林后上军事外语学校，在军中被整，1972年或1973年自杀身亡。于植信后来在天堂河农场更名于铁生，被送到新疆生产建设兵团农二师，1980年代末回北京，在中国工艺美术馆当保卫，后提前退休，写过不少影视剧本但未被采用过。张新华后成为画家，任中国农民美术协会秘书长，曾到匈牙利和美国展览。张振州后在中国电影发行公司工作，翻译了不少有关自然的电影片如《动物世界》。董沙贝后旅居日本，在一所大学教绘画。吴尔鹿为加州大学伯克利分校美术史硕士，后居纽约和北京，是画商，在北京开有画廊，也写艺术评论。张润峰从事出版，后开文化书店。杨孝敏一直在工厂当翻译，后病退回北京，是个体翻译工作者。蒋定粤后居洛杉矶当医生。牟敦白（又名小白）是唯一横跨两大沙龙“太阳纵队”和“X社”的健在者，在中华人民共和国国内贸易部当土木工程师，坚持写作，在《南方周末》等国内刊物写焦点报道如《陈衙内何许人也？》（陈衙内指陈希同之子陈小同），也写过《X诗社回忆》等地下文学回忆。巫鸿是芝加哥大学中国美术史讲座教授。甘恢理后任民盟中央委员，生前曾整理“太阳纵队”的作品想出版。郭路生住在北京的精神病疗养院，一直写诗。张大伟在北京师范大学附属实验中学教高中语文，坚持写作。张寥寥在北京一文化公司当编剧。王东白提前病退回家。
1968年10月或11月起，在北京市公安局看守所，张郎郎和遇罗克被关在一个牢房，两人成为好友，直到1969年夏被分到不同监狱。1970年2月9日大年初四，两人又一起被关进死刑号。张郎郎和死刑号里一位女囚孙秀珍恋爱。1970年初，全国开展“一打三反”运动。在这场运动中，从1970年1月到11月底，全国共批准逮捕28.48万人，其中被判处死刑的9000余人。张郎郎、遇罗克所在死刑号的这批死刑犯在1970年3月5日宣判，遇罗克、田树云、孙秀珍、沈元、索家麟、王涛、王文满、朱章涛等人被带到工人体育场宣判，后来张郎郎不知道王文满、朱章涛的下落，只知道上述其他人都立即被执行死刑。当时何群（后成为导演）与张郎郎的弟弟很熟，何群当天爬到工人体育馆外的树上听宣判结果，没听见张郎郎的名字。
张郎郎没有被带走宣判，随后被判处死缓。后来周七月的叔公王鹤寿说，当时中央枪毙张郎郎等人的决议已经通过了两次，但周恩来说要留下活口，才没枪毙。1971年，张郎郎被送到河北饶阳的监狱劳改六年，平时的劳动是拧麻猴，空暇时间写小说、讲故事、听人讲故事。一天，一位狱友突然背诵起一首诗，后来张郎郎才知道这首诗是当年“太阳纵队”的“小孩”郭路生（诗人“食指”）所写。1970年代，继“X社”和“太阳纵队”之后，北京地下文艺沙龙重新兴起，参加者包括日后的朦胧派诗人北岛、芒克等，而“太阳纵队”的后备力量郭路生和张寥寥的诗歌引领了风气之先。1977年12月31日，张郎郎被假释回家。
1978年至1980年，任中央美术学院美术史美术理论系教员。1980年，张郎郎离开中国。因为张郎郎等人这批案子的数百人到北京市公安局要求销毁审讯记录和档案，公安局同意了大部分人的要求，但不肯销毁张郎郎和周七月的审讯记录和档案，说二人并非“判决无罪”，而是“证据不足”。张郎郎害怕此案无法完结，为安全起见于是合法地离开了中国。
1983年至1987年，任美国凯寿律师事务所驻京办事处中国部经理，香港科苑电子有限公司驻京首席代表。1987年至1989年，任《中国美术报》副董事长。1988年至1990年，任香港华润集团中国广告公司驻北京办事处主任。1990年至1993年，任美国普林斯顿大学东亚研究所访问学者。1993年至1994年，在美国康奈尔大学东亚研究所当住校作家，并为语言学系教中文。1997年至1998年，任德国海德堡大学汉学系及语言学系客座教授，教中国文化及中文。2003年至2013年，在美国国务院外交学院教中国文化及中文。
2010年起，任清华大学张仃艺术研究中心研究员。2017年7月8日，张郎郎首次个人画展“一个文人的从心童画”在清华大学美术学院美术馆开幕。

## 家庭
- 父：张仃，画家。
- 母：陈布文（1920–1985），作家。

## 外部鏈接
- 官方网站